# سيكتوس الرابع

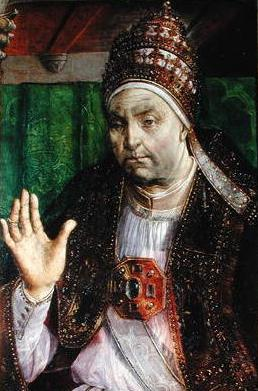
سيكتوس الرابع

سيكستوس الرابع (بالإيطالية: papa Sisto IV) ولد باسم فرانشيسكو ديلا روفيري (تشيلي ليغوري، 21 يوليو 1414 - روما، 12 أغسطس 1484) البابا الثاني عشر بعد المئتين للكنيسة الكاثوليكية في الفترة من سنة 1471 حتى موته.
لاحقًا حمل المصلي السيكستيني نفس اسم سيكستوس وسيرسمها مايكل أنجلو خلال بابوية ابن أخيه يوليوس الثاني.

## روابط خارجية
- سيكتوس الرابع على موقع الموسوعة البريطانية (الإنجليزية)
- سيكتوس الرابع على موقع إن إن دي بي (الإنجليزية)